# Red Fulani
Red Fulani est un terme pour identifier une race de zébus élevée par les peuples Peuls. Ce zébu est caractérisé par la finesse de son ossature, sa robe toute rousse contrairement à l'autre race (White Fulani) et ses longues cornes en forme de lyre et une large base. Ces zébus font partie intégrante du mode de vie des peuplades qui pratiquent la transhumance. Ces animaux sont d'excellents marcheurs. Ce groupe de zébus est de plus en plus métissé avec d'autres zébus ou d'autres bovins afin d'améliorer ses qualités laitières et bouchères.